# Іссик-Кульська область
Іссик-Кульська о́бласть (кирг. Ысык-Көл облусу) — одна з адміністративно-територіальних одиниць Киргизстану, що розташована на сході країни. Центр області — місто Каракол. Населення — близько 0,5 млн осіб. У етнокультурному і економічному плані регіон, разом із сусідніми прикордонними Чуйською і Наринською, а також з Талаською областями є частиною так званого Північного Киргизстану — більше індустріально розвиненої частини країни з значнішою часткою російськомовного населення (15 %).

## Географія
Область займає східну частину країни, в її межах повністю знаходиться знамените безстічне озеро Іссик-Куль. На півночі область межує з Алматинською областю республіки Казахстан, на сході і півдні — з округом СУАР в КНР. Головними формами рельєфу області є Іссик-Кульска улоговина, велика частина якої заповнена водами озера Іссик-Куль і оточуючими його хребтами центрального Тянь-Шаню. Північну частину улоговини обрамляють схили хребтів: Кунгей Ала-Тоо, над південним берегом підноситься Терскей Ала-Тоо. Внутрішні високогірні райони області зайняті горами Центрального Тянь-Шаню, де особливо виділяються хребти Джетим-Бель, Борколдой, Кокшаалтау (тут розташований знаменитий Пік Перемоги з висотою 7439 метрів над рівнем моря) та інші.
У 1998 році в межах адміністративних кордонів Іссик-Кульській області утворена біосферна територія «Исик-Кель».

## Основні соціально-економічні показники
- Населення: 437,200 (оцінка на 1 січня 2009) включаючи 28.7 % — міське і 71.3 % — сільське населення[1]
- Зайняте населення: 180,300 (2008)[2]
- Чисельність зареєстрованих безробітних: 4,902 (2008)[3]
- Експорт: 18.8 млн. $ (2008)[4]
- Імпорт: 221.7 млн. $ (2008)[4]
- Прямі іноземні інвестиції: 1,1 млн. $ (2008)[5]

## Населення

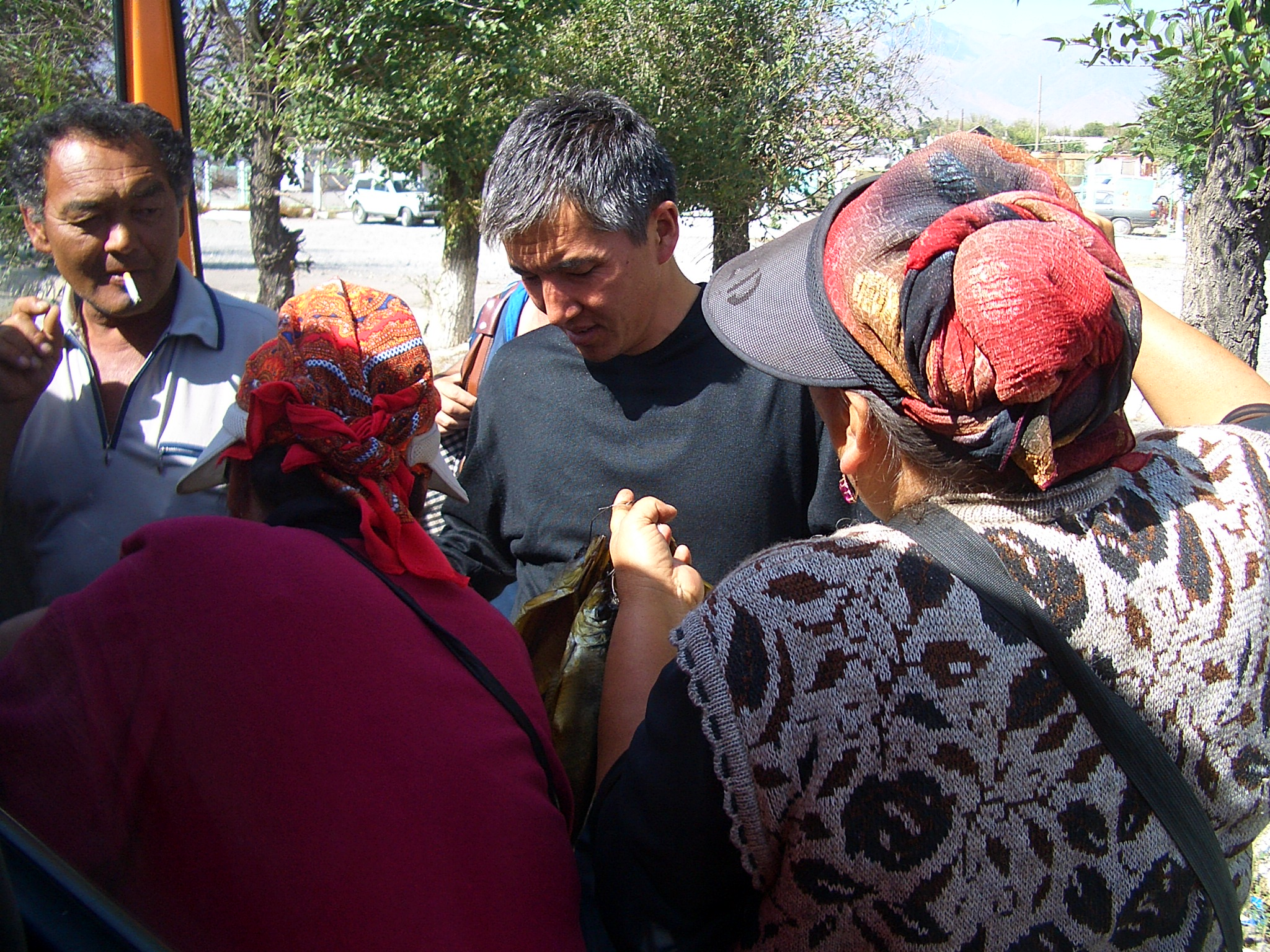
Продаж риби пасажирам проїзних автобусів в Баликчи

Іссик-Кульська область, як і сусідня Чуйська область, історично входить до складу Північного Киргизстану, що зумовлене її демолінгвістичну ситуацію. Історично гірські і високогірні регіони області були заселені киргизами, які займалися скотарством. Разом з тим степовий масив і більшість сільськогосподарських угідь області, розташованих у степовій зоні біля озера Іссик-Куль були практично повністю незаселені до появи тут перших російських і українських поселенців в останній чверті 19 століття після входження області до складу Російської імперії. Загальне населення області за переписом 1999 року — 415 тис. осіб (це 8,6 % населення Киргизії на той момент).

### Національний склад

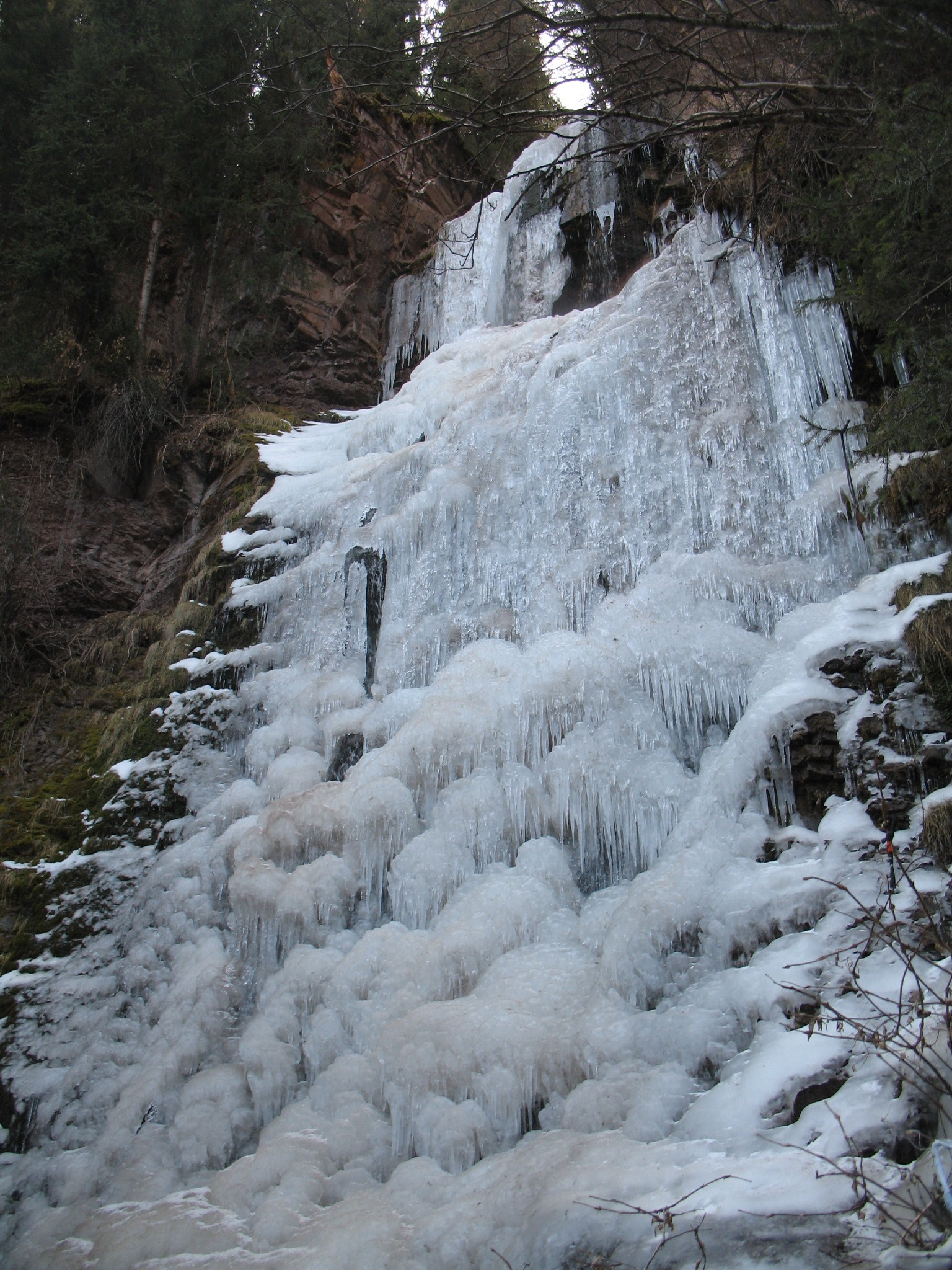
Взимку в горах у Джети-Огуза

Після масової еміграції російськомовного населення на початку 90-х, національний склад області став набагато більш однорідним, ніж у сусідній Чуйській області, проте він як і раніше досить різноманітний, особливо якщо взяти до уваги географічну концентрацію різних етномовних меншин. При тому, що в наявності загальна тенденція зростання частки азійських народів і скорочення європейських, раніше переважаючих, велика частина сільського російського і російськомовного населення і зараз зосереджена на північному березі озера Іссик-Куль, а також в сільськогосподарських районах на схід від озера та міста Каракол, де проживає більша частина міського населення області, в тому числі російського міського населення області.
- Киргизи 328 тис. 79,0 % (1999)
- Росіяни 54 тис. 13,0 %
- Казахи 7 тис. 1,7 %
- Татари 7 тис. 1,7 %
- Калмики 5 тис. 1,2 %
- Уйгури 4 тис. 1,0 %
- Українці 3 тис. 0,7 %
- Дунгани 3 тис. 0,7 %
- Узбеки 3 тис. 0,7 %
- Інші 1 тис. (0,3 %)[6]

## Райони Іссик-Кульської області

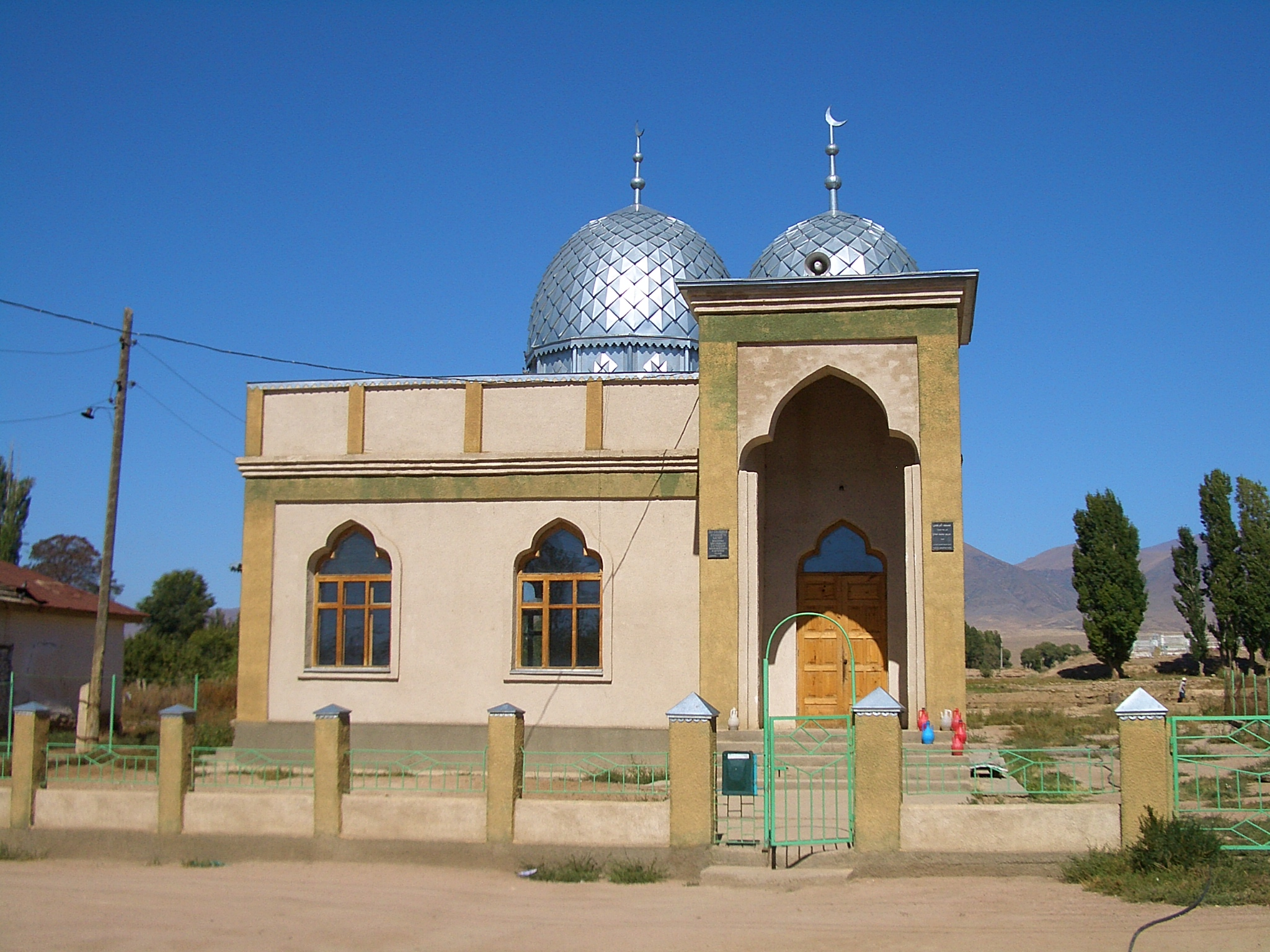
Мечеть у селі Тамчи, Іссик-Кульська область

Іссик-Кульська область поділена на 5 районів.:
| Район                 | Адм. центр    |
| --------------------- | ------------- |
| Ак-Суйський район     | Теплоключенка |
| Жеті-Огузький район   | Кизил-Суу     |
| Тонський район        | Боконбаєв     |
| Тюпський район        | Тюп           |
| Іссик-Кульський район | Чолпон-Ата    |

## Керівництво Іссик-Кульської області

### Голови облвиконкому
1. Хорєв Ілля Юхимович (листопад 1939 — грудень 1939)
2. Туратбеков Досали (грудень 1939 — 1942)
3. Мамбеталієв Молдакун (1946 — 1949)
4. Айтбаєв Сидикали (1950 — вересень 1952)
5. Жумагулов Сексенали (1954 — 1959)
6. Абдраєв Каріке Абдрайович (1970 — 1980)
7. Алієв Есенкул Алійович (1980 — 1984)
8. Пєнкін Микола Іванович (1984 — 1986)
9. Бейшембаєв Райимбек Моношевич (1986 — 1988)
10. Ісанов Насирдін Ісанович (жовтень 1988 — січень 1991)

### 1-і секретарі обкому КП Киргизії
1. Охлупін Володимир Іванович (листопад 1939 — 1940)
2. Родіонов Олексій Васильович (1940 — 194.1)
3. Нікулін Віктор Михайлович (липень 1943 — травень 1944)
4. Жиргалбаєв Узак (1944 — 1945)
5. Джаркимбаєв Абдиш (1945 — грудень 1947)
6. Іманалієв Шадикан (грудень 1947 — вересень 1952)
7. Айтбаєв Сидикали (вересень 1952 — 1955)
8. Аламанов Баян (1955 — 1959)
9. Дуйшеєв Арстанбек Дуйшейович (1971 — 12 січня 1979)
10. Масалієв Абсамат Масалійович (12 січня 1979 — 27 червня 1985)
11. Джумагулов Апас Джумагулович (27 червня 1985 — 1986)
12. Хрестенков Анатолій Павлович (1986 — 22 жовтня 1988)
13. Аманбаєв Джумгалбек Бексултанович (22 жовтня 1988 — квітень 1991)
14. Турдубаєв Жолочу Турдубайович (квітень 1991 — серпень 1991)

## Уродженці
- Баялінов Касимали (* 1902 — † 1979) — киргизький радянський письменник, автор першого реалістичного твору киргизької прози, та перших перекладів киргизькою класиків російської літератури.